# Морозенко Павло Семенович
Павло́ Семе́нович Морозе́нко (нар. 5 липня 1939, м. Сніжне, Донецька область, Українська РСР — пом. 14 липня 1991, Ростовська область, Російська РФСР) — український радянський актор театру і кіно, Заслужений артист УРСР (1973).

## Біографія
Павло Морозенко народився 5 липня 1939 року в м. Сніжне Донецької області (Сталінська область), територія України.
У 1960 році закінчив Київський інститут театрального мистецтва ім. І. Карпенка-Карого. Працював у Київському академічному українському драматичному театрі ім. І. Франка, Миколаївському драматичному театрі ім. В. Чкалова, Ростовському-на-Дону театрі драми ім. М. Горького, в Київському театрі драми і комедії на лівому березі Дніпра. З 1982 по 1991 роки — актор Московського академічного театру ім. В. Маяковського.
Дебютом у кіно став український фільм режисера Володимира Денисенка «Роман і Франческа», де Павло виконав головну чоловічу роль — Романа, моряка радянського судна «Тарас Шевченко» (роль Франчески виконала акторка Людмила Гурченко). Широку популярність приніс фільм режисера Володимира Мотиля «Женя, Женечка і «Катюша»».
Багато працював за кадром над озвучуванням радянських і закордонних фільмів. Майстер дубляжу — його голосом розмовляли відомі актори: Гойко Митич, Іван Миколайчук, Петро Вельяминов, Еміль Каревич, Отар Коберидзе, Петро Глебов, Лесь Сердюк, Михай Волонтир, Олександр Голобородько та ін.
Був членом спілок кінематографістів і театральних діячів Української РСР.
Павло Семенович Морозенко трагічно загинув (потонув у річці Дон) на території Ростовської області 14 липня 1991 року.

## Фільмографія
- 1960 «Роман і Франческа» роль — Роман
- 1961 «Роки дівочі» роль — Олексій
- 1962 «Закон Антарктиди» роль — Микола Шворкін
- 1962 «Свіччине весілля» (фільм-вистава в постановці Київського театру ім. І. Франка) роль — доглядач Козека
- 1963 «Знайомтесь, Балуєв!» роль — Василь Марченко
- 1965 «Над нами Південний хрест» роль — Федір Бойко
- 1966 «Чому посміхалися зорі» (фільм-спектакль у постановці Київського театру ім. І. Франка) роль — Юрко
- 1966 «Безталанна» (фільм-спектакль у постановці Київського театру ім. І. Франка) роль — Гнат
- 1967 «Женя, Женечка і «Катюша»» роль — Олексій Зирянов
- 1967 «Десятий крок» роль — Осип Дзюба
- 1967 «Не судилось» (фільм-спектакль у постановці Київського театру ім. І. Франка) роль — Дмитро Ковбань
- 1968 «Чужий дім» роль — Федір
- 1968 «У неділю рано зілля збирала» (фільм-спектакль у постановці Київського театру ім. І. Франка)
- 1968 «Інтродукція» роль — Лисенко
- 1968 «Любов і долари»
- 1970 «Несподівана любов» роль — Олексій Концевий
- 1980 «Беремо все на себе» роль — адмірал
- 1981 «Останній гейм» роль — шеф банди
- 1981 «Танкодром» роль — полковник Фомін (роль озвучив інший актор)
- 1982 «Ніжність до ревучого звіра» роль — генерал-лейтенант Савелій Добротворський (роль озвучив актор Євген Паперний)
- 1983 «Ціна повернення» роль — Сергій (роль озвучив інший актор)
- 1985 «Такий дивний вечір у вузькому сімейному колі» (фільм-спектакль) роль — лісничий
- 1986 «Зустрічна смуга» (фільм-спектакль), роль — суддя
- 1988 «Слідство ведуть ЗнаТоКі. Без ножа і кастета. Справа № 21» (фільм-спектакль) роль — генерал-лейтенант міліції
- 1988 «І світло в темряві світить» (фільм-спектакль) роль — Яків
- 1989 «Жінки, яким пощастило» роль — Кутепов
- 1990 «Десять років без права листування» роль — батько Михайла
- 1990 «Війна» роль — генерал-майор Ракутін
- 1990 «Завтра була війна…» (фільм-спектакль у постановці Московського театру ім. В. Маяковського) роль — представник РАЙКОМу

## Озвучування фільмів на кіностудії імені О.Довженка
- 1968 «На Київському напрямку» — генерал-майор Андрій Остапович Славута, роль актора Віталія Розстального (виробництво УРСР)
- 1969 «Серце Бонівура» (озвучив у фільмі дві ролі) — Сева Циганков, роль актора Євгена Гвоздева; полковник царської армії, роль актора Дмитра Франька (виробництво УРСР)
- 1969 «Острів Вовчий» — полковник полярної авіації, роль актора Олександра Гая (виробництво УРСР)
- 1970 «У тридев′ятому царстві…» — Поль, роль актора Сергія Сибеля (виробництво УРСР)
- 1970 «Білий птах з чорною ознакою» — Роман, роль актора Миколи Олійника (виробництво УРСР) (українська та російська мова)
- 1971 «Ніна» — Мефодій Гаврилович, роль актора Олександра Стародуба (виробництво УРСР)
- 1971 «Жива вода» — Антон Дем'янович, роль актора Олександра (Леся) Сердюка (виробництво УРСР)
- 1971 «Інспектор карного розшуку» — капітан міліції Білоус, роль актора Віктора Мірошниченка (виробництво УРСР)
- 1972 «Випадкова адреса» — Іван Купріянович, роль актора Петра Глєбова (виробництво УРСР)
- 1972 «Пропала грамота» — Зла людина (Сатана і п'ять його братів), роль актора Михайла Голубовича (виробництво УРСР)
- 1972 «Наперекір всьому / Živjeti za inat» — Саво, роль актора Боро Беговіча[sr] (виробництво УРСР і СФРЮ)
- 1972 «Схованка біля Червоних каменів (Застава, в рушницю!)» — Григорій Іванович Кравцов, роль актора Олександра Пархоменка (виробництво УРСР)
- 1972 «Улюблений Раджа / Raja Jani» — Гаджендра Сінгх, роль актора Према Ната (виробництво Індія) (російський дубляж)
- 1974-77 «Народжена революцією. Комісар міліції розповідає» (озвучив у фільмі чотири ролі) — Степан Петрович Сергєєв, роль актора Улдіса Пуцитіса; Сомов, роль актора Віталія Розстального; старшина, роль актора Леся Сердюка; директор заводу, роль актора Юрія Заєва (виробництво УРСР)
- 1975 «Брати по крові / Blutsbrüder» — індіанець на прізвисько «Тверда Скеля», роль актора Гойко Мітіча (виробництво Німеччина) (російський дубляж)
- 1976 «Острів юності» — Михайло Антонович, роль актора Олександра Мовчана (виробництво УРСР)
- 1976 «Щедрий вечір» — Микола, роль актора Володимира Волкова (виробництво УРСР) (українська мова)
- 1976 «Два незнайомця / Do Anjaane» (виробництво Індія) (російський дубляж)
- 1977 «Всі і ніхто / Wszyscy i nikt[pl]» — Шеф, роль актора Еміля Каревича[pl] (виробництво Польща) (російський дубляж)
- 1978 «Бачу ціль» — полковник Федотов, роль актора Валентина Белохвостика (виробництво УРСР)
- 1978 «Передвіщає перемогу» — оповідач (виробництво УРСР)
- 1978 «За все у відповіді» (озвучив у фільмі дві ролі) — Георгій, роль актора Вадима Захарченка; м'ясник, роль актора Миколи Гудзя (виробництво УРСР)
- 1979 «Пробач, Аруна / Manzil» — адвокат Капур, роль актора Шрирама Лагу (виробництво Індія) (російський дубляж)
- 1979 «Чекайте зв′язкового» — командир партизанського загону, роль актора Отара Коберідзе (виробництво УРСР і ГРСР)
- 1979 «Вигідний контракт» — Олег Петрович Ведерников, роль актора Олександра Голобородька (виробництво УРСР)
- 1979 «Важка вода» — Арнольд Петрович, роль актора Бориса Борисова (виробництво УРСР)
- 1979 «Своє щастя» — начальник Тресту чоловік колишньої дружини Резнікова, роль актора Георгія Єпіфанцева (виробництво УРСР)
- 1979 «Розколоте небо» — Васильєв, роль актора Вадима Іллєнка (виробництво УРСР)
- 1979 «Твоя любов / Hum Tere Aashiq Hain» — Сардар Сантхалу, роль актора Ома Шивпурі (виробництво Індія) (російський дубляж)
- 1980 «Від Бугу до Вісли» — командир партизанського з′єднання Петро Вершигора, роль актора Міхая Волонтіра (виробництво УРСР)
- 1980 «Мерседес» втікає від погоні" — Василь Головин, роль актора Михайла Голубовича (виробництво УРСР)
- 1980 «Лісова пісня. Мавка» — Лісовик, роль актора Івана Миколайчука (виробництво УРСР)
- 1980 «Овід» — Джузеппе Мадзіні, роль актора Картлоса Марадішвілі (виробництво УРСР)
- 1981 «Останній гейм» — Володимир Сергійович Малаш, роль актора Всеволода Гаврилова (виробництво УРСР)
- 1981 «Аспарух: 681 – Велич хана / Аспарух: 681 – Величието на хана[ru]» — хан Аспарух, роль актора Стойко Пеєва[bg] (виробництво Болгарія) (російський дубляж)
- 1981 «Ярослав Мудрий» — Воінег, роль актора Всеволода Гаврилова (виробництво УРСР і РРФСР)
- 1987 «Випадок з газетної практики» — Гліб Костянтинович Подберезов, роль актора Петра Вельямінова (виробництво УРСР)
- 1988 «Дорога в пекло» — полковник Гончаров, роль актора Ромуалдса Анцанса[ru] (виробництво УРСР)
- 1991 «Зброя Зевса» — Джон Баррі, роль актора Андрійса Жагарса (виробництво УРСР)

## Нагороди
- Заслужений артист УРСР (1973)
- Державна премія РРФСР імені К. С. Станиславського за роль Григорія Мелехова у виставі (постановка Ростовського театру драми імені М. Горького) за романом М. Шолохова «Тихий Дон» (1976)
- Медаль «В пам'ять 1500-річчя Києва» (1982)